# Hanna Sperling
Hanna Sperling (* 1952 in Tel Aviv) ist eine deutsche Ärztin und Vorsitzende des Landesverbandes der Jüdischen Gemeinden von Westfalen-Lippe.

## Leben
Hanna Sperling wurde in Israel geboren und lebt seit 1956 in Deutschland. Sie besuchte von 1958 bis 1962 die Grundschule und von 1962 bis zum Abitur 1971 das Gymnasium. Zwischen 1972 und 1974 absolvierte sie in Dortmund eine Ausbildung zur Pharmazeutisch-Technischen Assistentin. Es folgte von 1976 bis 1979 ein Studium der Medizin an der Ruhr-Universität Bochum.
1985 zog sie gemeinsam mit ihrem Mann von Münster nach Dortmund. Dort arbeitet sie seit 1988 ehrenamtlich im Vorstand der Jüdischen Gemeinde. 1994 wurde sie zur Vorsitzenden des Landesverbandes der Jüdischen Gemeinden von Westfalen-Lippe gewählt und wurde zeitgleich Mitglied des Direktoriums des Zentralrates der Juden in Deutschland. Seit 2003 ist sie Mitglied des Präsidiums des Zentralrates.
Von 1987 bis 2001 war sie Vorstandsmitglied der Gesellschaft für Christlich-Jüdische Zusammenarbeit und von 1990 bis 1995 Vorstandsmitglied der Zentralwohlfahrtsstelle der Juden in Deutschland. Seit 1999 ist sie Vorsitzende der Stiftung Jüdischer Gemeinden von Westfalen-Lippe und seit 2000 Vorstandsmitglied des Jüdischen Gemeindefonds. 
Im Medienbereich war sie von 1994 bis 2006 Mitglied des Programmausschusses von RTL. Seit dem 8. August 2006 ist sie Mitglied des WDR-Rundfunkrats.

## Ehrungen
- 2013: Verdienstkreuz am Bande der Bundesrepublik Deutschland
- 2021: Verdienstorden des Landes Nordrhein-Westfalen